# Asesor (oficio)
Un asesor es un especialista sobre alguna materia que presta consejo sobre la misma a otra persona, generalmente un dirigente, para que adopte las decisiones adecuadas. 

## Historia
Usaron los Reyes antiguos de España de este oficio, teniendo algunos hombres sabios de quienes aconsejarse para el más acertado gobierno de su Reino imitando también en esto a los Romanos los cuales cuando enviaban Presidentes a las Provincias sujetas al Imperio, les asociaban alguno o algunos Jurisconsultos con cuyo parecer y dictamen decidían todo género de causas. Basta decir que gozaban de la facultad de oír a los litigantes responder a las consultas y súplicas, interpretar los derechos y dictar las sentencias de cualquier clase que fuesen, ya civiles, ya criminales que habían de dar los Presidentes en cuyo nombre se publicaban como que eran los Supremos Jueces. 

### España
En España, pues, no se estableció hasta los tiempos muy posteriores algún Senado que administrase justicia en la Monarquía y todo su cuidado cargaba sobre los hombros de su Rey a cuyo fin y para la mejor expedición de los negocios tenía ciertos Jurisconsultos que le aconsejasen lo que en justicia debía mandar y decidir en los muchos que se presentaban ante su Real Persona por apelación del Juzgado de los Adelantados y Merinos. 
Estos que aquí llamamos Asesores son sin duda los que en diversas Leyes de Partida se llaman Consejeros del Rey o Emperador, por el consejo que les debían dar, sin que en ellas se enuncie estar constituidos en forma de Tribunal y sí solo reputarse como meros Asesores suyos, según aquellas palabras: E señaladamente quando dan buen consejo á los Emperadores, é á los Reyes que han de mantener la tierra en fuero, é en derecho. Y se confirma de la diferencia que la misma ley hace entre los que denomina Consejeros y los Juzgadores o Jueces. Así se denominaron aquellos dos Ministros tan condecorados que acompañaban siempre la Real Persona en los viajes, principalmente uno de ellos el cual se denominaba del Consejo de la Cámara que residía cerca de la Persona Real. Era este empleo de alto carácter y se distinguían sus Ministros con la prerrogativa de firmar los privilegios concedidos por el Rey.